# Ogród botaniczny w Sewan
Ogród botaniczny w Sewan – ogród botaniczny założony w 1944 roku w północnej części miasta Sewan, przy drodze do osiedla Tsamakaberd. Jest placówką satelicką ogrodu botanicznego w Erywaniu i opiekuje się nim Instytut Botaniki Narodowej Akademii Nauk Armenii. Znajduje się na wysokości 2000 m n.p.m. i panuje w nim suchy klimat kontynentalny z mroźnymi zimami i gorącymi latami. Kolekcja składa się z 650 gatunków (w tym 225 gatunków drzew) zarówno rodzimych, jak i introdukowanych z Ameryki Północnej, Azji centralnej i wschodniej, obszaru śródziemnomorskiego i z Himalajów. Najliczniej reprezentowani są tu przedstawiciele rodzin cyprysowatych, Cupressaceae, sosnowatych Pinaceae, klonowatych Aceraceae, brzozowatych Betulaceae, berberysowatych Berberidaceae, bobowatych Fabaceae i różowatych Rosaceae. Poszczególne kwatery ogrodu rozdzielone są czterema alejami (topolowo-jesionową, sosnową, dębową i jesionowo-brzozową).

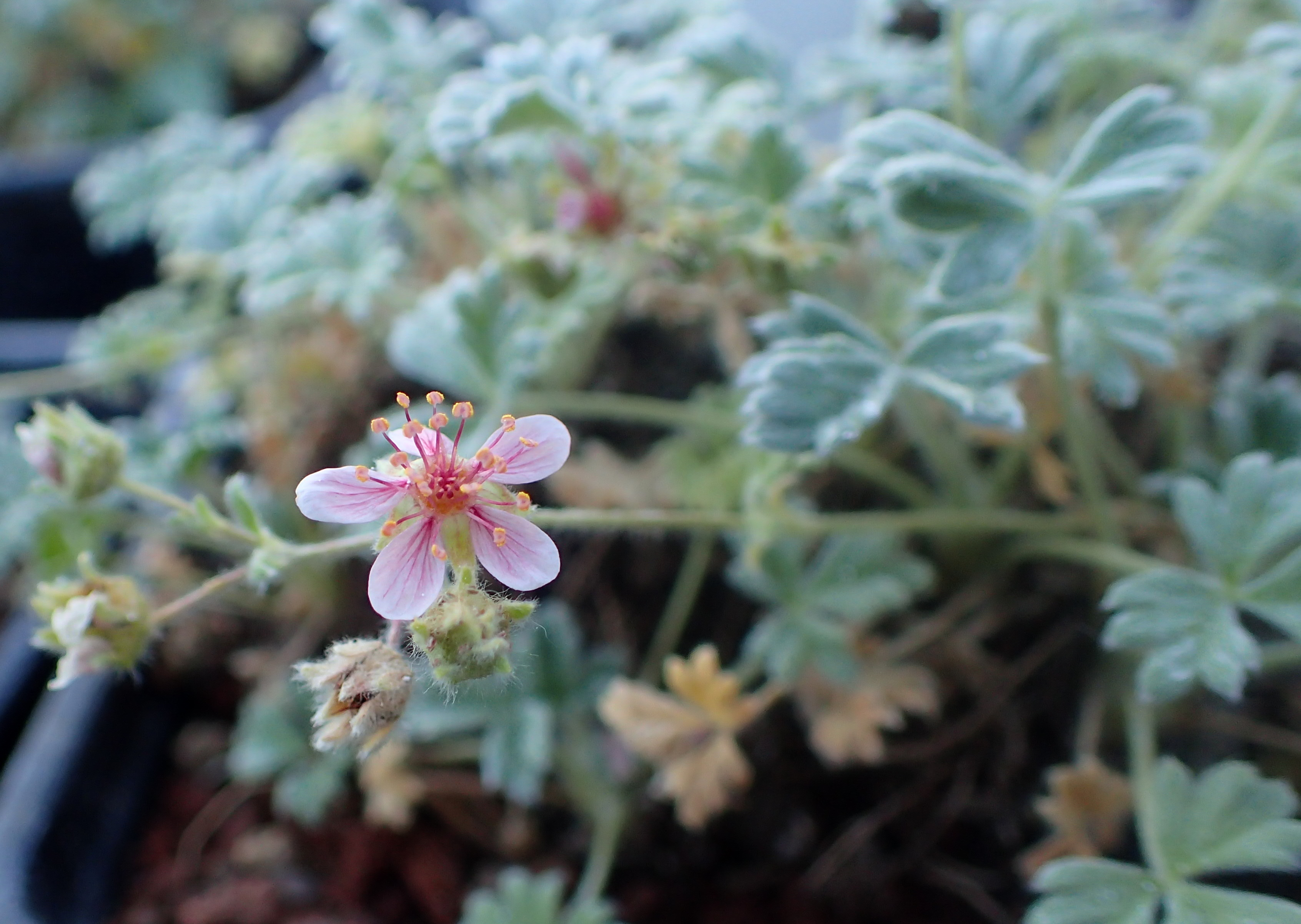
Potentilla porphyrantha uprawiany w ogrodzie

W roku 2015 otworzono w ogrodzie szklarnię i ogród skalny, służące m.in. do ochrony ex situ endemitu ormiańsko-azerskiego – Potentilla porphyrantha.